# إلى كيارا (فلم)
إلى كيارا (بالإنجليزية: A Chiara) هو فيلم درامي إيطالي لعام 2021، من إخراج وسيناريو جوناس كاربيجنانو، تم عرض الفيلم لأول مرة في مهرجان كان السينمائي في 9 يوليو 2021.

## روابط خارجية
- مقالات تستعمل روابط فنية بلا صلة مع ويكي بيانات